# Estrutura Internacional para Interoperabilidade de Imagens

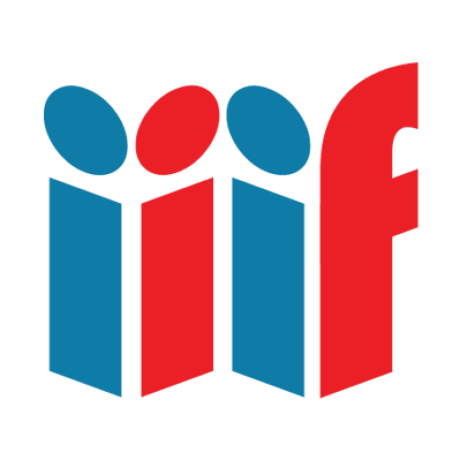
Logotipo do IIIF

O International Image Interoperability Framework (IIIF, falado como 'triple-I-eff'), em português Estrutura Internacional para Interoperabilidade de Imagens, define várias interfaces de programação de aplicativos que fornecem um método padronizado de descrição e visualização de imagens pela Web, além de metadados estruturados sobre sequências organizadas de imagens. Se instituições que possuem obras de arte, livros, jornais, manuscritos, mapas, pergaminhos, coleções de folhas soltas e materiais de arquivo fornecerem um acesso IIIF para seu conteúdo, qualquer aplicativo ou visualizador compatível com o IIIF poderá consumir e exibir as imagens e seus metadados estruturais e de apresentação.
Existem muitos programas de digitalização que expõem na Web a partir de um aplicativo visualizador específico, mas essas várias coleções normalmente não são interoperáveis entre si e usuários ou instituições finais não podem substituir um visualizador de sua escolha para consumir o material digitalizado. O IIIF visa cultivar tecnologias compartilhadas para cliente e servidor para permitir a interoperabilidade entre repositórios e promover um mercado em servidores compatíveis e aplicativos de visualização.

## História
A API de Imagem foi proposta no final de 2011 como uma colaboração entre a British Library, a Stanford University, as Bodleian Libraries (Oxford University), a Bibliothèque nationale de France, a Nasjonalbiblioteket (Biblioteca Nacional da Noruega), Los Alamos National Laboratory Research Library e Universidade Cornell. A versão 1.0 foi publicada em 10 de agosto de 2012.
Em 2013, foi complementada pela API de Apresentação 1.0. Já em 11 de setembro de 2014, foram lançadas as versões 2.0 das APIs de Imagem e Apresentação, com melhorias estruturais e funcionais. Em 12 de maio de 2016, a API de Pesquisa 1.0 foi publicada, possibilitando a busca de conteúdos anotados nos recursos IIIF.
Em 9 de junho de 2017, foi lançada a versão 2.1.1, introduzindo correções e pequenas melhorias nas APIs existentes.

## Tecnologia IIIF

### API de Imagem
Um uso importante de um API de imagem para uma determinada imagem de origem de alta resolução é permitir que os clientes solicitem blocos de baixa resolução para uso em uma ferramenta de visualização no estilo Deep Zoom, como o OpenSeadragon.

### API de Apresentação
Uma instituição publica um Manifesto (um documento JSON-LD) que descreve a estrutura de cada livro, arte, manuscrito ou outro artefato. O manifesto contém referências para a API de imagem.

### API de Pesquisa
A API de pesquisa IIIF permite "pesquisar o conteúdo da anotação em um único recurso IIIF, como um manifesto, intervalo ou coleção".

### API de Autenticação
A API de Autenticação permite regular o acesso aos recursos IIIF.

### API de Descoberta de Alterações
A API de Estado do Conteúdo gera links para objetos em estados específicos. O estado de uma imagem contém informações sobre a visualização (seleção de área e rotação) de uma determinada imagem em uma página específica.

### API de Estado do Conteúdo
A Content State API gera links para objetos em estados específicos. O estado de uma imagem contém informações sobre a visualização (seleção de área e rotação) de uma determinada imagem em uma página específica.

## Lista parcial de softwares que suportam APIs IIIF

### Servidores de image
- Cantaloupe[16]
- Hymir IIIF Server[17]
- Loris IIIF Image Server[18]
- IIPImage[19]
- digilib[20]
- Djatoka (com ajuda)[21]

### Visualizadores / bibliotecas de clientes
- OpenSeadragon[22]
- Mirador[23]
- Wellcome Player[24] / Visualizador Universal da Biblioteca Britânica[25]
- IIIFViewer[26]
- Folheto-IIIF[27]
- IIPMooViewer[28]
- iNQUIRE[29]
- CONTENTdm[30]